# Municipio Toledo
Das Municipio Toledo ist ein Verwaltungsbezirk im Departamento Oruro im Hochland des südamerikanischen Anden-Staates Bolivien.

## Lage im Nahraum
Das Municipio Toledo ist das einzige Municipio in der Provinz Saucarí. Es grenzt im Norden und Osten an die Provinz Cercado, im Nordwesten an die Provinz Nor Carangas, im Westen an die Provinz Carangas, im Süden an die Provinz Sud Carangas und im Südosten an die Provinz Poopó.
Der Landkreis umfasst insgesamt mehrere Ortschaften, der zentrale Ort des Municipios ist Toledo mit 1462 Einwohnern (2012) in der nördlichen Hälfte des Municipios.

## Geographie
Das Municipio Toledo liegt im östlichen Teil des bolivianischen Altiplano zwischen der Serranía de Huayllamarca im Westen und der Cordillera Azanaques im Osten, die wiederum Teil der bolivianischen Andengebirgskette der Cordillera Central ist.
Das Klima ist wegen der Äquatorlage ein typisches Tageszeitenklima und aufgrund der Höhenlage semiarid kühl und trocken. Die mittlere Durchschnittstemperatur der Region liegt bei etwa 10 °C (siehe Klimadiagramm Oruro), die Monatsdurchschnittswerte schwanken nur wenig zwischen 6 °C im Juni/Juli und knapp 14 °C im November/Dezember. Der Jahresniederschlag beträgt nur 400 mm, mit einer deutlichen Trockenzeit von Mai bis August mit Monatsniederschlägen unter 10 mm, und einer kurzen Feuchtezeit von Dezember bis März mit 60–85 mm Monatsniederschlag.

## Bevölkerung
Die Bevölkerungszahl des Municipios ist zwischen 1992 und 2024 auf mehr als das Doppelte angewachsen:
| Jahr | Einwohner | Quelle       |
| ---- | --------- | ------------ |
| 1992 | 5.569     | Volkszählung |
| 2001 | 7.763     | Volkszählung |
| 2012 | 10.149    | Volkszählung |
| 2024 | 12.115    | Volkszählung |

Die Bevölkerungsdichte des Municipios bei der letzten Volkszählung von 2024 betrug 4,1 Einwohner/km², der Anteil der städtischen Bevölkerung ist 0 Prozent. (2012)
Die Lebenserwartung der Neugeborenen liegt bei 60,4 Jahren. (2001)
Der Alphabetisierungsgrad bei den über 19-Jährigen beträgt 78 Prozent, und zwar 93 Prozent bei Männern und 64 Prozent bei Frauen. (2001)

## Politik
Ergebnis der Regionalwahlen (concejales del municipio) vom 4. April 2010:
| Wahl- berechtigte |  | Wahl- beteiligung | gültige Stimmen |  | MAS-IPSP | POA-S  | FPV    | MSM   |
| ----------------- |  | ----------------- | --------------- |  | -------- | ------ | ------ | ----- |
| 3.554             |  | 3.132             | 2.332           |  | 1.170    | 691    | 313    | 158   |
|                   |  | 88,1 %            | 74,5 %          |  | 50,2 %   | 29,6 % | 13,4 % | 6,8 % |

Ergebnis der Regionalwahlen (elecciones de autoridades políticas) vom 7. März 2021:
| Wahl- berechtigte |  | Wahl- beteiligung | gültige Stimmen |  | MAS-IPSP | MTS     | BST     | UN SOL PARA ORURO | PP     | PAN-BOL |
| ----------------- |  | ----------------- | --------------- |  | -------- | ------- | ------- | ----------------- | ------ | ------- |
| 3.607             |  | 3.099             | 2.645           |  | 1.242    | 437     | 425     | 329               | 83     | 49      |
|                   |  | 85,92 %           | 85,35 %         |  | 46,96 %  | 16,52 % | 16,07 % | 3,62 %            | 2,73 % | 1,84 %  |

## Gliederung
Das Municipio Toledo unterteilt sich in die folgenden elf Kantone (cantones):
- 04-1001-01 Kanton Challavito – 14 Ortschaften – 802 Einwohner
- 04-1001-02 Kanton Catuyo – 20 Ortschaften – 1.317 Einwohner
- 04-1001-03 Kanton Culluri – 9 Ortschaften – 993 Einwohner
- 04-1001-04 Kanton Toledo – 30 Ortschaften – 2.999 Einwohner
- 04-1001-05 Kanton Chocorasi – 6 Ortschaften – 176 Einwohner
- 04-1001-06 Kanton Chuquiña – 16 Ortschaften – 1.279 Einwohner
- 04-1001-07 Kanton Kari Kari – 4 Ortschaften – 325 Einwohner
- 04-1001-08 Kanton Saucarí – 16 Ortschaften – 730 Einwohner
- 04-1001-09 Kanton Untavi – 8 Ortschaften – 470 Einwohner
- 04-1001-10 Kanton Challa Cruz – 2 Ortschaften – 522 Einwohner
- 04-1001-11 Kanton Collpahuma – 2 Ortschaften – 436 Einwohner

## Ortschaften im Municipio Toledo
- Kanton Challavito
  - Villa Cruce 17 Einw.

- Kanton Toledo
  - Toledo 1462 Einw.

- Kanton Chuquiña
  - Chuquiña 331 Einw.

- Kanton Untavi
  - Untavi 115 Einw.

- Kanton Challa Cruz
  - Challa Cruz 508 Einw.